# Sciara costata
Sciara costata är en tvåvingeart som först beskrevs av Johann Wilhelm Meigen 1818.  Sciara costata ingår i släktet Sciara och familjen sorgmyggor.
Artens utbredningsområde är Portugal. Inga underarter finns listade i Catalogue of Life.